# 웹스터-애슈버턴 조약

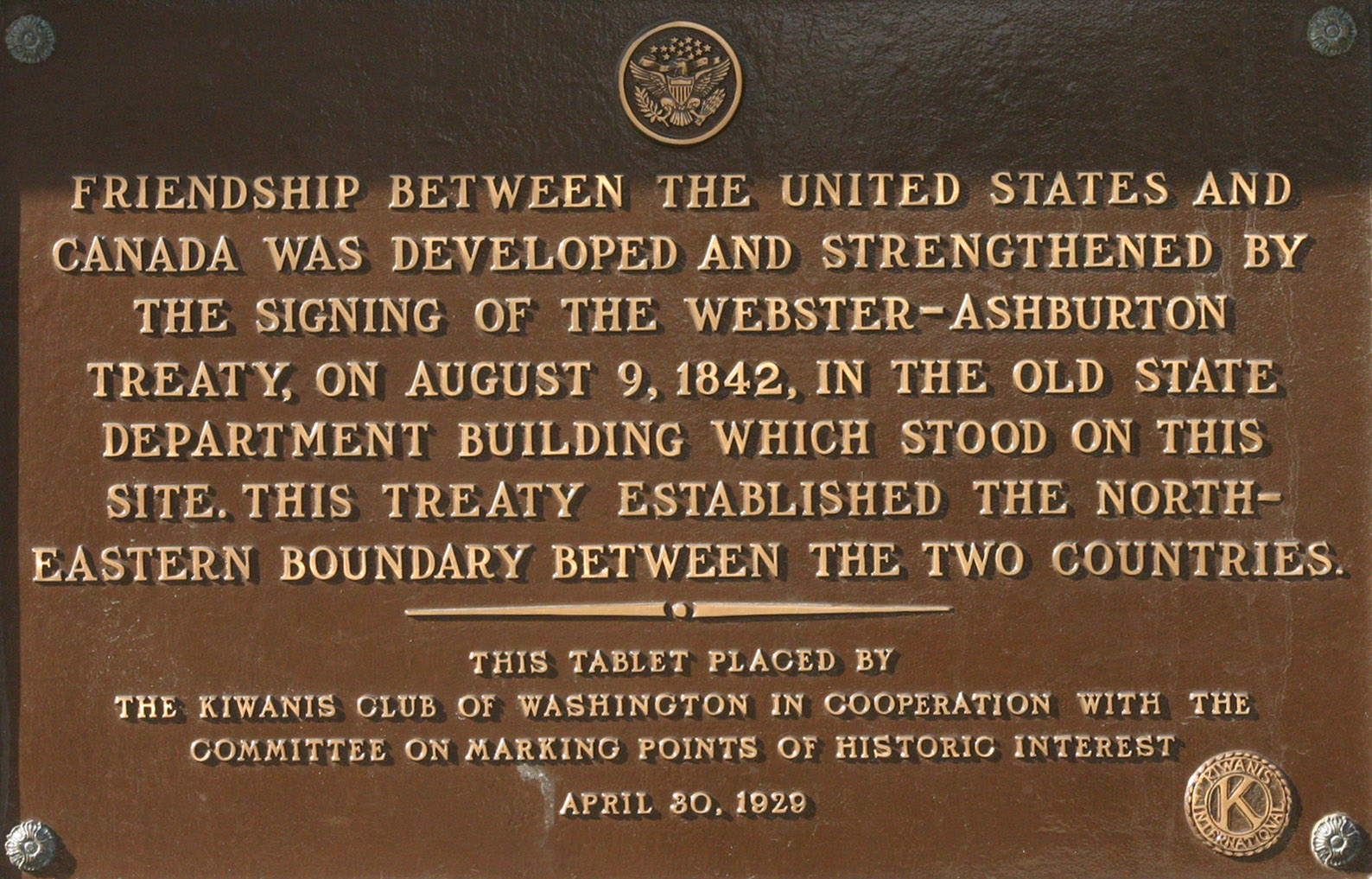
워싱턴 DC에 있는 기념패.

웹스터 - 애슈버턴 조약(Webster - Ashburton Treaty)은 1842년 8월 9일 영국과 미국 사이에 체결된 조약이다. 미국과 당시 영국의 식민지였던 캐나다 사이의 국경에 해당하는 메인주와 뉴브런즈윅주 경계의 위치를 둘러싼 분쟁을 해결했다.

## 개요
이 조약은 다음을 포함한다. 1783년 파리 조약에 이미 정의된 슈피리어호와 우즈호수 사이의 경계를 세부적으로 결정하였다. 1818년 조약에서 정의한 국경선의 위치가 동부 해안에서 서쪽 로키산맥까지 북위 49도선임을 재확인했다. 공해에서 노예무역을 완전히 끝내도록 두 가맹국이 협력하기로 했다. 오대호의 공유에 대한 내용에 동의했다.
조약은 미국 국무장관인 다니엘 웹스터와 영국 추밀사 고문관 알렉산더 베어링(애슈버턴 남작)에 의해 서명되었다. 조약을 기념하는 기념판이 워싱턴 DC의 조인이 이루어진 구 국무부 자리에 놓였다.
이 조약으로 인해 지리적으로 이상한 점이 발생했다. 미국 측의 요새인 몽고메리 요새가 뉴욕의 북동부, 캐나다 땅에 건설되어 있었기 때문에, 뉴욕과 캐나다 사이의 국경선을 세인트로렌스강에서 동쪽의 버몬트주 동안에만 북위 45도보다 0.75 마일 정도 북쪽으로 조절하여 방치되어 있던 몽고메리 요새가 미국 국토에 들어가도록 했다.
이 조약은 메인 주와 뉴브런즈윅의 국경선을 따라 일어나고 있었던 비공식적인 전투(애루스툭 전쟁 또는 나무꾼 전쟁으로 알려진)를 끝내고, 캐롤라인 사건과 마찬가지로 인디언 스트림 분쟁의 원인 되었던 문제도 해결되었다. 분쟁 지역에서 두 나라 사이에 국경선을 설정했다. 영국은 희망하고 있었던 핼리팩스 시에서 퀘벡 시의 루트를 확보했다. 또한 이 조약의 결과로 미국과 캐나다 국경의 서쪽 부분이 일관성 있게 수정되었다. 따라서 미국은 북쪽으로는 극히 적은 땅을 손에 넣었다. 크리올 사건에 대해서는 양국 모두 조약으로 논의를 하지 않았다.
결국 이 조약에서 유일한 손해를 본 대상은 원래부터 이 지역 거주자였던 브라욘 인디언 원주민이었다. 그들은 미국의 메인 주와 영국령 캐나다 뉴 브런즈윅 식민지 사이에 토지뿐만 아니라 민족까지 둘로 나뉘었다.

## 참고 사항
- Carroll, Francis M. "Drawing the Line" Beaver 2003 83(4): 19-25
- Carroll, Francis M. "The Passionate Canadians: The Historical Debate about the Eastern Canadian-American Boundary," New England Quarterly, Vol. 70, No. 1 (Mar., 1997), pp. 83-101 in JSTOR
- Carroll, Francis M. A Good and Wise Measure: The Search for the Canadian-American Boundary, 1783-1842. (University of Toronto Press, 2001) 462 pp.; the standardscholarly history
- Corey, Albert B. The Crisis of 1830-1842 in Canadian-American Relations (1941) online edition[깨진 링크(과거 내용 찾기)]
- Jones. Howard. "Anglophobia and the Aroostook War," New England Quarterly, Vol. 48, No. 4 (Dec., 1975), pp. 519-539 in JSTOR
- Jones. Howard. To the Webster-Ashburton Treaty: A Study in Anglo-American Relations, 1783-1843 (1977). 251 pp. online edition[깨진 링크(과거 내용 찾기)]
- Jones, Wilbur Devereux. "The Influence of Slavery on the Webster-Ashburton Negotiations," Journal of Southern History, Vol. 22, No. 1 (Feb., 1956), pp. 48-58 in JSTOR
- Lass William E. (1980). 《Minnesota's Boundary with Canada》. St. Paul, Minnesota: Minnesota Historical Society. ISBN 0-8735-1153-0.
- LeDuc, Thomas. "The Webster-Ashburton Treaty and the Minnesota Iron Ranges," Journal of American History, Vol. 51, No. 3 (Dec., 1964), pp. 476-481 in JSTOR, shows the value of the iron range was not known when the treaty was drawn
- Merk, Frederick. "The Oregon Question in the Webster-Ashburton Negotiations," Mississippi Valley Historical Review, Vol. 43, No. 3 (Dec., 1956), pp. 379-404 in JSTOR
- Remini, Robert. Daniel Webster (1997) pp 535–64
- Vogel Robert C.; David G. Stanley (2008년 5월 13일). “Portage Trails in Minnesota, 1630s-1870s” (PDF). 《Multiple Property Documentation Form》. US Dept. of the Interior, Nat'l Park Service. 2012년 10월 12일에 원본 문서 (pdf)에서 보존된 문서. 2011년 3월 13일에 확인함.

### 주요 자료
- 《historical sketch roster of commissioned officers and enlisted men called into service for the protection of the northeastern frontier of maine from february to may 1839》 (Google Books). The Maine Council. Augusta, ME: Kennebec Journal Print. 2007년 10월 15일. 4–5쪽.

## 같이 보기
- 미국-캐나다 국경
- 미국-영국 관계